# Dipsocoridae
Dipsocoridae Dohrn, 1859, è una piccola famiglia di Insetti appartenente all'ordine Rhynchota Heteroptera (Dipsocoromorpha) e comprendente poche decine di specie.

## Descrizione e biologia
Hanno il corpo di piccole dimensioni, lungo 2-3 millimetri. Il capo è fornito di ocelli nelle forme macrottere, con antenne composte da quattro segmenti, di cui i due basali sono corti e spessi e gli altri due lunghi e sottili. Le ali anteriori non sono differenziate in emielitre e mostrano in genere una frattura costale che raggiunge la vena media. Le zampe hanno tarsi formati da 2 o 3 segmenti. L'addome e le armature genitali dei maschi sono marcatamente asimmetrici, l'ovopositore delle femmine è ridotto e membranoso.
Sono insetti predatori e fugaci, dai movimenti rapidi, spesso ritrovati in ambienti prossimi ai corsi d'acqua.

## Sistematica
La classificazione proposta inizialmente da REUTER (1861) riuniva nei Dipsocoridi anche le altre famiglie dei Dipsocoroidea e, quindi, oltre ai Dipsocoridae secondo l'attuale inquadramento, anche i Ceratocombidae e gli Schizopteridae. L'attuale orientamento attribuisce a questa famiglia due soli generi, Cryptostemma e Pachycoleus.